# Aspidiotus beilschmiediae
Aspidiotus beilschmiediae är en insektsart som beskrevs av Sadao Takagi 1969. Aspidiotus beilschmiediae ingår i släktet Aspidiotus och familjen pansarsköldlöss. Inga underarter finns listade i Catalogue of Life.